# Joachim Fleming till Knudstrup
Joachim (Hermansson) Fleming till Knudstrup, död omkring 1458, var en dansk storman, väpnare som blev riddare 1440. Han var fogde på Kalundborg från 1442 och sändebud till kung Karl Knutsson 1448. Han var också fogde på Helsingborg och följde med kungen till Norge. Han blev riksråd 1451 och var död 1458.
Joachim Fleming var son till riddaren Herman Fleming som var bror till Claus Fleming. Han var gift med Inger Andersdotter, dotter till Anders Olofsson Hvide till Möllerup och Björnholm samt med Karin Eilarsdotter Rantzau.